# Comitas albicincta
Comitas albicincta é uma espécie de gastrópode do gênero Comitas, pertencente a família Pseudomelatomidae.